# Lipotactes minutissimus
Lipotactes minutissimus är en insektsart som beskrevs av Andrej Vasiljevitj Gorochov 2008. Lipotactes minutissimus ingår i släktet Lipotactes och familjen vårtbitare. Inga underarter finns listade i Catalogue of Life.